# Regions d'Islàndia
Les regions d'Islàndia (en islandès: landshlutar) són 8 i són emprades, sobretot, com a unitats estadístiques. Les jurisdiccions dels tribunals de districte també segueixen aquesta divisió. Els codis postals empren les regions tret d'alguna excepció. Abans de l'any 2003 les regions eren utilitzades com a circumscripcions electorals per a les eleccions a l'Alþingi o parlament nacional d'Islàndia. No obstant això, aquests usos (llevat dels estadístics) es basaven en una distribució anterior de regions en què Reykjavík era una regió especial i els municipis que l'envoltaven -en l'actual Regió de la Capital- eren part de la regió de Reykjanes, actualment anomenada Suðurnes.

## Taula comparativa
| # | Regió (Landshluti) | Nom en català         | Capital      | Població (2016) | Àrea (km²) | Hab/km² |
| - | ------------------ | --------------------- | ------------ | --------------- | ---------- | ------- |
| 1 | Höfuðborgarsvæði   | Gran Reykjavík        | Reykjavík    | 213.619         | 1.062      | 201,14  |
| 2 | Suðurnes           | Península del Sud     | Keflavík     | 22.509          | 829        | 27,15   |
| 3 | Vesturland         | Regió Occidental      | Borgarnes    | 15.766          | 9.554      | 1,65    |
| 4 | Vestfirðir         | Fiords de l'Oest      | Ísafjörður   | 6.883           | 9.409      | 0,73    |
| 5 | Norðurland vestra  | Regió Nord-occidental | Sauðárkrókur | 7.128           | 12.737     | 0,56    |
| 6 | Norðurland eystra  | Regió Nord-oriental   | Akureyri     | 29.361          | 21.968     | 1,33    |
| 7 | Austurland         | Regió Oriental        | Egilsstaðir  | 12.452          | 22.721     | 0,55    |
| 8 | Suðurland          | Regió del Sud         | Selfoss      | 24.811          | 24.526     | 1,01    |
|   |                    |                       |              | 332.529         | 102.806    | 3,23    |